# Carlotta Barilli
Pour les articles homonymes, voir Barilli.
Carlotta Barilli, née à Parme le 2 septembre 1935 et morte à Rome le 15 juillet 2020, est une actrice italienne, active au cinéma, au théâtre et à la télévision, en particulier entre les années 1960 et 1970.

## Biographie
Carlotta Barilli provient d'une famille d'artistes. Elle fait ses débuts au cinéma en jouant de petits rôles dans des films musicaux.
Avec son collègue Paolo Bonacelli, elle fonde à Rome la Compagnia del Porcospino avec laquelle elle met en scène de nombreux textes.
Elle est apparue dans de nombreux films réalisés par Bernardo Bertolucci.

## Prose télévisée RAI
- Les colonnes de la société, un drame d'Henrik Ibsen, avec Antonio Meschini, Bianca Galvan, Mario Righetti, Giuseppe Pambieri, Gastone Moschin, Valentina Fortunato, Carlotta Barilli, Cesare Gelli, Paolo Bonacelli, Loris Gizzi, Mario Ferrari, Wanda Benedetti, Linda Sini, Pina Cei, réalisé par Mario Missiroli, diffusé le 18 février 1972.
- Don Quichotte, avec Peppe Barra, Carlotta Barilli, Concetta Barra, Francesco Vairano, Gino Farnese, Giulio Pizzirani, Grazia Scuccimarra, Isa Gallinelli, Maria Luisa Santella, Marina Confalone, Marisa Mantovani, Piero Nuti, Pino Micol, Remo Girone, Sandro Merli, réalisé par Maurizio Scaparro, diffusé le 30 décembre 1985.

## Prose radio RAI
- Adelchi, d' Alessandro Manzoni, avec Andrea Bosic, Vittorio Gassman, Valentina Fortunato, Orazio Orlando, Clara Zovianoff, Antonio Salines, Franco Giacobini, Carlo D'Angelo, Nino Dal Fabbro, Arnaldo Ninchi, Carlotta Barilli, musique de Fiorenzo Carpi, mise en scène de Vittorio Gassman, 31 janvier 1961.

## Variété de télévision RAI
- Moderato sprint, programme musical avec Fausto Papetti et Michelino, présente Carlotta Barilli, mise en scène Vladi Orengo, 8 septembre 1962.
- Musica in poche, programme avec Mario Pezzotta et Carlo Pes présente Franca Aldrovandi avec Carlotta Barilli réalisé par Lino Procacci, diffusé le 18 juin 1963.

## Filmographie
- 1959 : I ragazzi del juke-box de Lucio Fulci
- 1959 : Tutti innamorati de Giuseppe Orlandini
- 1960 : Urlatori alla sbarra de Lucio Fulci
- 1962 : Les Recrues (La commare secca) de Bernardo Bertolucci : Serenella
- 1962 : I Giacobini d'Edmo Fenoglio (it) : Carlotta
- 1963 : Il comandante de Paolo Heusch
- 1967 : La Belle et le Cavalier (C'era una volta...) de  Francesco Rosi
- 1972 : Colonnes de la société (1972, TV)
- 1976 : 1900 de Bernardo Bertolucci

## Prose théâtrale
- Un Martien à Rome, d'Ennio Flaiano, avec Vittorio Gassman, Carlo D'Angelo, Ilaria Occhini, Carmen Scarpitta, Carlotta Barilli, Andrea Bosic, Antonio Salines, Nino Dal Fabbro, Franco Giacobini, Mario Erpichini, Orazio Orlando, Anna Maria Gherardi, réalisé par Vittorio Gassman, d'abord au Teatro Lirico de Milan le 23 novembre 1960.